# 何嘉莉
何嘉莉（英語：Ho Ka Lee Lillian，1980年8月1日—），香港女歌手、模特兒、演員、時裝及形象設計師、KOL，曾以藝名何俐恩於台灣推出國語專輯。

## 簡歷

### 早年生活
何嘉莉生於香港，籍貫廣東番禺，為家中長女，家裡有一名胞妹，中學畢業於香港培道中學。

### 出道經過（1996年-1998年）
1996年，年僅15歲的何嘉莉以青少年演員及兼職模特兒身份出道，由於身形高挑並擁有九頭身比例身段，被發掘拍攝UFO電影《四個32A和一個香蕉少年》飾演「高妹」一角（成年版由王馨平飾演），還參與拍攝廣告如《Yes!》年青人雜誌中《城市驚喜》，其後為陽光檸檬茶飲品拍攝的電視廣告，更榮獲亞洲電視所舉辦的第三屆《十大電視廣告頒獎典禮》的最具星味電視廣告女演員大獎。

### 歌手生涯（1998年-2002年）
1997年因與謝霆鋒拍攝音樂錄影帶而簽約飛圖唱片（現為英皇娛樂）。並成為歌手，成為第二位力捧的英皇三小花（其他小花還有趙學而、葉佩雯、容祖兒）。
1998年，何嘉莉加入樂壇，並派上歌曲《My Dreams》和《兩種人》等到電台，成績不俗。同時她亦推出了首專輯《My Dreams》，該專輯曾連續佔據香港IFPI榜三星期季軍的位置，並且獲得金唱片獎，銷量超過二萬五千張。而何嘉莉在同年更奪得多個新人獎，包括十大中文金曲頒獎典禮中的「最有前途新人金獎」、新城勁爆頒獎禮中的「新登場女歌手金獎」和十大勁歌金曲頒獎禮中的「最受歡迎新人銀獎」等。
1999年上半年，何嘉莉因一首金曲《愈錯愈愛（極樂）》令她推至其事業高峰，該曲是當年Cash流行音樂創作大賽的冠軍歌曲。可惜在6月推出的專輯《擁有》因得不到唱片公司的支持，而令銷量不能推到極點，但是銷量也超過一萬多張。而在下半年因何嘉莉的成績不太理想，加上唱片公司要重點力捧當年同公司的女新人容祖兒，唱片公司對何嘉莉的支持度更加下降。11月推出的EP《非份之想》也沒有作太多宣傳，只是靠廣告商的支持，結果銷量只得萬多張。
2000年何嘉莉因為不願意接受一些「特別要求」，而被唱片公司打壓及放棄，相反同公司的女歌手容祖兒深得唱片公司老闆寵愛。何嘉莉更因時常口直心快，容易得罪人；據說因此而被唱片公司放逐到台灣，只是推出了兩首歌曲，而且並不是收在她的個人唱片中，更安排拍攝電視劇《大囍之家》，但是依然受冷落。
2001年，何嘉莉原定在台灣出國語唱片的安排因故而被擱置；而她也獲同公司歌手王傑力邀之下擔任其演唱會嘉賓，因當時何嘉莉有放棄歌唱事業的想法，所以王傑想藉該演唱會鼓勵她。在該演唱會中，何嘉莉與王傑合唱《還有》及演繹Beyond的《海闊天空》，同年5月中發表新歌《過來人》，由伍樂城作曲，黃偉文填詞，歌曲正能訴說出何嘉莉當時的遭遇與心聲，可惜歌曲未能獲得市場的認同。其後再發表另一首《非愛勿動》，唯獨這兩首歌只收錄於英皇娛樂推出的雜錦唱片中，也沒有登上音樂流行榜。
2002年7月，何嘉莉以藝名何俐恩於台灣推出其首張國語唱片《出發》，這亦是她最後一張唱片，惟因銷量不理想，何嘉莉心灰意冷，有意告別其歌唱事業， 同年12月，何嘉莉聯同公司旗下歌手葉佩雯及郭偉亮出席英皇三週年演唱會作最後演出後告別舞台，其後她與英皇娛樂無條件解約。

### 轉型形象顧問時期（2002年-2017年）
2002年後，何嘉莉退出歌唱事業後修讀時裝設計課程及Fine Art藝術學士課程，活躍出席於時裝展，轉型成為I Love You Boy'z，梁洛施等藝人的形象顧問。
2012年6月何嘉莉與Moiselle創作總監陳柏熹合資於銅鑼灣白沙道開設時裝店Dour Studio。
2014年3月，何嘉莉於《Imagine Nation 伍樂城幻想國度作品演唱會56X Live 2014》獻唱首本名曲《非份之想》和《兩種人》。
2013-2017年為法國品牌Sequoia擔任形象總監，成為時裝設計師。

### 轉型KOL時期（2017年-）
2017年底起，她再次重回闊別16年的「娘家」英皇娛樂， 並以KOL形式復出，但她向傳媒表示因自己年紀漸大，未有意重返樂壇。

### 重返樂壇（2021年-）
2021年2月，重新編曲的《兩種人Love Follows》於在线音乐流媒体平台上架，何嘉莉向傳媒定下兩項工作目標，當歌手則希望製作更多能帶訊息給樂迷的好歌，另一項則望能於5年內成功開畫展。
2021年3月，擔任伍仲衡《芳泉呈獻 • 麥花臣節x伍仲衡搞乜花臣音樂會》嘉賓。

### 個人生活
2006年何嘉莉與甜品店老闆黃逸璋（King）結婚。
2012年6月何嘉莉透露懷孕六個月，在同年8月31日於嘉諾撒醫院剖腹產下兒子黃尚新（Jean）。
2014年宣佈與黃璋逸結束8年婚姻，兩人協議共同撫養兒子。
2015年11月，何嘉莉與飛機師Gerald Sze再婚。
2017年9月29日，何嘉莉誕下長女Zoe。
2018年10月，何嘉莉宣佈懷有第三胎。
2019年3月7日，何嘉莉再添一女，小女兒重6.9磅，英文名Raina，在拉丁語中代表公主的意思。

### 媒體訛傳
2000年至2001年期間有雜誌報導何嘉莉胞妹何祖莉有意加盟英皇娛樂，何嘉莉及其母親曾向傳媒澄清有關雜誌的報導。
2001年，何嘉莉在王傑演唱会擔任嘉賓時獨唱Beyond《海阔天空》時情緒激動和哽咽的短片被內地網民廣泛於內地互聯網討論區或社交網站訛傳，何嘉莉被不知情的內地網民誤以是1993年在日本意外去世Beyond主音歌手黄家驹的前女友，而1980年出生的何嘉莉在當時只是12歲，該謠傳是未經事實查核。

## 演出

### 電影
- 1996年：四個32A和一個香蕉少年
- 1998年：新古惑仔之少年激鬥篇
- 1998年：愈墮落愈英雄
- 1999年：怪談之魔鏡
- 1999年：迪士尼【獅子王II】女主角配音及主唱主題曲
- 1999年：愛情夢幻號
- 2001年：靚女差館
- 2001年：老友記茶餐廳
- 2001年：特務迷城
- 2011年：大藍湖
- 2024年：不是你不愛你

### 電視劇
- 1999年：西鐵情緣 (第7集「未了情」) 飾 Ada
- 2000年：大囍之家 飾 何曉儀
- 2024年：出租大叔 飾 慧敏

### 電視節目
- 2000年：永安旅遊特輯 - 地中海篇
- 2001年：熱唱樂壇新星勢
- 2001年：永安旅遊特輯 - 澳洲之旅

### 廣播劇
- 1999年：商業電台903 - 愈錯愈愛
- 1999年：新城997 - 打妖王
- 1999年：商業電台903 - 好想哭
- 2001年：商業電台88.1 - 18樓C座
- 2001年：新城娛樂台 - 藍寶石的夜空

### 音樂錄像帶
- 何嘉莉 -《My Dreams》、《兩種人》、《愈錯愈愛（極樂）》、《沉睡的戀人》、《迷失方向》、《擁有》、《擁有（Power Mix）》、《BB保你大》、《非份之想》、《I Believe》、《各有口味》、《非愛勿動》、《過來人》、《出發》、《第一人選》、《未來》、《可惜》、《美麗》、《兩種人Love Follows》
- 英皇群星 -《天生不倒》
- 葉佩雯、容祖兒、何嘉莉、陳奕迅 -《真正本色》
- 鄭伊健 -《同一秒》
- 謝霆鋒 -《為妳好》、《不要刻意改變》

### 演唱會嘉賓
- 王傑演唱會Wang's 2001 - 《還有》（與王傑合唱）及《海闊天空》
- Imagine Nation 伍樂城幻想國度作品演唱會56X Live 2014 - 《非份之想》 及《兩種人》
- 伍仲衡《芳泉呈獻 • 麥花臣節x伍仲衡搞乜花臣音樂會》音樂會2021

## 音樂作品

### 個人專輯
| 專輯 # | 專輯名稱         | 專輯類型 | 發行日期     | 曲目 |
| ------ | ---------------- | -------- | ------------ | --- |
| 1st    | My Dreams        | EP       | 1998年10月   | 曲目 CD 1. My Dreams 2. 假設問題 3. 錯覺 4. 兩種人 5. 要把愛尋回來（成龍、何嘉莉合唱） 6. 想清楚 VCD 1. My Dreams 2. 兩種人                                                                                 |
| 2nd    | 擁有             | 大碟     | 1999年6月    | 曲目 CD 1. 愈錯愈愛（極樂） 2. 錯 3. 沉睡的戀人 4. The Circle Game 5. 迷失方向 6. 擁有 7. 思緒 8. 下一位 9. 為何你這麼喜歡我 10. 小作家 11. 兩種人 12. BB保你大 VCD 1. 愈錯愈愛（極樂） 2. 擁有 3. BB保你大 |
| 3rd    | 非份之想         | EP       | 1999年11月   | 曲目 CD 1. 非份之想 2. I Believe 3. 花多眼亂 4. 各有口味 5. 呼吸我 6. 非份之想（Karaoke Version） 7. I Believe（Karaoke Version） 8. 呼吸我（Karaoke Version） VCD 1. 非份之想                              |
| 4th    | 出發（國語專輯） | 大碟     | 2002年7月9日 | 曲目 1. 出發 2. 第一人選 3. 未來 4. 可惜 5. 無數個明天 6. 美麗 7. 不想你 8. 你是我的禮物 9. The Circle Game 10. 灰色地帶                                                                                    |

### 其他單曲
- 愛定出明路（與Beast合唱）（收錄於「勁勁勁動畫歌集」中）（1999年）
- 打妖王（與謝霆鋒、郭偉安、俞詠文合唱）（收錄於「打妖王」中）（1999年）
- 真正本色（與葉佩雯、容祖兒、陳奕迅合唱）（收錄於「英皇盛世 Vol.2」中）（2000年）
- 親身感覺（收錄於「英皇盛世 Vol.3」中）（2000年）
- 心暖（收錄於「英皇盛世 Vol.3」中）（2000年）
- 非愛勿動（收錄於「英皇盛世 Vol.5」中）（2001年）
- 過來人（收錄於「英皇盛世 Vol.5」中）（2001年）
- 我不後悔（收錄於「英皇之最 三周年全紀錄」中）（2002年）
- 天生不倒（與羅文、謝霆鋒、容祖兒、陳奕迅、鍾欣潼、蔡卓妍、郭偉亮、王傑、陳冠希、鄭伊健、周英杰合唱）（收錄於「留給世上最愛羅文的人」中）（2002年）
- 兩種人 Love Follows（2021年）
- 聖誕 Present Tense! （2023年） (合唱）

### 派台歌曲成績
| 派台歌曲成績（四台） | 派台歌曲成績（四台） | 派台歌曲成績（四台） | 派台歌曲成績（四台） | 派台歌曲成績（四台） | 派台歌曲成績（四台） | 派台歌曲成績（四台）                                                   | 派台歌曲成績（四台）                                                                      |      |
| -------------------- | -------------------- | -------------------- | -------------------- | -------------------- | -------------------- | ---------------------------------------------------------------------- | ----------------------------------------------------------------------------------------- | ---- |
| 唱片                 | 歌曲                 | 903                  | RTHK                 | 997                  | TVB                  | 備註                                                                   | 備註                                                                                      |      |
| 1998年               |                      |                      |                      |                      |                      |                                                                        |                                                                                           |      |
| My Dreams            | My Dreams            | -                    | -                    | 15                   | -                    |                                                                        |                                                                                           |      |
| My Dreams            | 兩種人               | 6                    | 3                    | 3                    | 4                    | 電影《新古惑仔之少年激鬥篇》插曲 另派Symphonic Mix版本                 | 電影《新古惑仔之少年激鬥篇》插曲 另派Symphonic Mix版本                                    |      |
| 1999年               |                      |                      |                      |                      |                      |                                                                        |                                                                                           |      |
| My Dreams            | 假設問題             | -                    | -                    | -                    | 8                    |                                                                        |                                                                                           |      |
| 擁有                 | 擁有                 | -                    | 4                    | -                    | 6                    | 另派Power Mix版本                                                      | 另派Power Mix版本                                                                         |      |
| 打妖王               | 打妖王               | ×                    | ×                    | 3                    | ×                    | 與謝霆鋒、郭偉安、俞詠文合唱 新城電台廣播劇《打妖王》主題曲            | 與謝霆鋒、郭偉安、俞詠文合唱 新城電台廣播劇《打妖王》主題曲                               |      |
| 擁有                 | 愈錯愈愛（極樂）     | 6                    | 13                   | 6                    | 10                   | 勁歌金曲新星試打三屆台主                                               | 勁歌金曲新星試打三屆台主                                                                  |      |
| 擁有                 | 迷失方向             | -                    | 15                   | 10                   | -                    |                                                                        |                                                                                           |      |
| 擁有                 | 沉睡的戀人           | -                    | -                    | -                    | -                    |                                                                        |                                                                                           |      |
| 非份之想             | 非份之想             | -                    | -                    | 4                    | 9                    | 四洲紫菜廣告歌                                                         | 四洲紫菜廣告歌                                                                            |      |
| 非份之想             | 各有口味             | -                    | 15                   | 15                   | -                    |                                                                        |                                                                                           |      |
| 2000年               |                      |                      |                      |                      |                      |                                                                        |                                                                                           |      |
| 非份之想             | I Believe            | -                    | -                    | -                    | -                    | OT：山口由子 ~《I Believe》                                            | OT：山口由子 ~《I Believe》                                                               |      |
| 英皇盛世 Vol.2       | 真正本色             | -                    | -                    | -                    | -                    | 與葉佩雯、容祖兒、陳奕迅合唱 TVB青少年暑期活動「活力奔騰新一代」主題曲 | 與葉佩雯、容祖兒、陳奕迅合唱 TVB青少年暑期活動「活力奔騰新一代」主題曲                    |      |
| 英皇盛世 Vol.3       | 心暖                 | -                    | -                    | -                    | -                    | 電影《愛情夢幻號》主題曲                                               | 電影《愛情夢幻號》主題曲                                                                  |      |
| 2001年               |                      |                      |                      |                      |                      |                                                                        |                                                                                           |      |
| 英皇盛世 Vol.5       | 非愛勿動             | -                    | -                    | -                    | -                    |                                                                        |                                                                                           |      |
| 英皇盛世 Vol.5       | 過來人               | -                    | -                    | -                    | -                    |                                                                        |                                                                                           |      |
| 2002年               |                      |                      |                      |                      |                      |                                                                        |                                                                                           |      |
| 出發                 | 出發                 | -                    | -                    | -                    | -                    |                                                                        |                                                                                           |      |
| 派台歌曲成績（五台） |                      |                      |                      |                      |                      |                                                                        |                                                                                           |      |
| 唱片                 | 歌曲                 | 903                  | RTHK                 | 997                  | TVB                  | ViuTV                                                                  | 備註                                                                                      | 備註 |
| 2021年               |                      |                      |                      |                      |                      |                                                                        |                                                                                           |      |
|                      | 兩種人 Love Follows  | -                    | -                    | 4                    | 8                    | -                                                                      | 重新編曲及翻唱版本                                                                        |      |
| 2023年               |                      |                      |                      |                      |                      |                                                                        |                                                                                           |      |
|                      | 聖誕 Present Tense!  | -                    | ×                    | ×                    | ×                    | ×                                                                      | 與張繼聰、張蔓莎、鄧麗欣、ANSONBEAN、CY陳宗澤、譚旻萱、胡子彤、余香凝、陳穎欣、廖子妤合唱 |      |

| 各台冠軍歌總數 | 各台冠軍歌總數 | 各台冠軍歌總數 | 各台冠軍歌總數 | 各台冠軍歌總數 | 各台冠軍歌總數    | 各台冠軍歌總數    |
| -------------- | -------------- | -------------- | -------------- | -------------- | ----------------- | ----------------- |
| 四台a          | 903            | RTHK           | 997            | TVB            | 備註              | 備註              |
| 四台a          | 0              | 0              | 0              | 0              | 四台冠軍歌總數: 0 | 四台冠軍歌總數: 0 |
| 五台b          | 903            | RTHK           | 997            | TVB            | ViuTV             | 備註              |
| 五台b          | 0              | 0              | 0              | 0              | 0                 | 五台冠軍歌總數：0 |

- （*）仍在榜上
- （-）未能上榜
- （×）沒有派往該台
- ^  注解a：包括2021年後的冠軍歌曲
- ^  注解b：2021年起

## 獎項
- 第三屆十大電視廣告頒獎典禮

最具星味電視廣告女演員大獎
- 第二十一屆十大中文金曲頒獎典禮

最有前途新人獎 - 金獎
- 1998年度新城勁爆頒獎禮

新城勁爆新登場歌手 - 金獎
- 1998年度十大勁歌金曲頒獎典禮

最受歡迎新人獎 - 銀獎
- 第十屆CASH流行曲創作大賽

冠軍歌曲 - 《極樂》
- 1999年勁歌金曲第二季季選

新星試打三屆台主 -《愈錯愈愛（極樂）》
- 1999年度兒歌金曲頒獎典禮

十大兒歌金曲獎 - 《BB保你大》
- 2000年度兒歌金曲頒獎典禮

最受歡迎兒歌組合獎 - 金獎《真正本色》

## 資料來源
1. ↑  結束九年婚姻 何嘉莉突發離婚聲明 的存檔，存档日期2014-10-11.
2. ↑  何嘉莉改名何俐恩 （页面存档备份，存于），蘋果日報
3. ↑  .   [2021-03-02]. （原始内容存档于2021-08-10）.
4. ↑  .   [2021-03-02]. （原始内容存档于2021-08-10）.

## 外部連結
- YouTube上的何嘉莉頻道
- 何嘉莉的新浪微博
- 何嘉莉的Instagram帳戶
- 何嘉莉在香港影庫上的簡介
- 何嘉莉在互联网电影资料库（IMDb）上的資料（英文）